# I Feel Love
"I Feel Love" is een nummer van de Amerikaanse zangeres Donna Summer. Het nummer werd uitgebracht als tweede single van haar album I Remember Yesterday op 2 juli 1977.

## Achtergrond
"I Feel Love" werd in het najaar van 1976 opgenomen en moest de opvolger worden van Summers eerder dat jaar uitgebrachte erotisch getinte hitsingle Love To love You van Neil Bogarts platenlabel Casablanca Records. I Feel Love was oorspronkelijk niet bedoeld om als single uitgebracht te worden maar wel als eindnummer van Summers vijfde studioalbum, I Remember Yesterday. Deze LP werd opgenomen als een conceptalbum, waarbij elk nummer is geïnspireerd door een ander muzikaal tijdperk, zoals swing (jazz) uit de jaren '40 en '50, motown en funk uit de jaren '60 en rock en disco uit de jaren '70. Omdat het laatste nummer bedoeld was als een muzikale evocatie van de toekomst werd het elektronisch opgenomen. Donna Summer woonde toen in München (West-Duitsland), net zoals het producersduo Giorgio Moroder en Pete Bellotte die er eigenaar waren van de Musicland Studios, om in de lokale versie van de musical Hair te spelen.

## Opname
Om met het nummer een futuristische sfeer op te wekken, gebruikten Moroder en Bellotte de op dat moment grootste, utramodernste synthesizer van Munchen, de Moog Modular IIIP synthesizer, geleend van klassiek componist Eberhard Schoener. Omdat deze synthesizer nog zeer complex en moeilijk te bedienen was, kreeg het producersduo de begeleiding van Schoeners assistent Robby Wedel. Deze gespecialiseerde geluidstechnicus was er als eerste in geslaagd om de diverse synthesizer-partijen synchroon te laten lopen d.m.v. een toen nog primitieve clicktrack, een soort elektronische multi-functionele metronoom waarvan zelfs Robert Moog het bestaan nog niet kende. Doordat Wedel, door Moroder geprezen als "de onvolprezen held" van het nummer, de Moog IIIP op een zodanige nauwkeurige en vernieuwende manier wist te programmeren, konden Moroder en Bellotte een robotachtige muur van synthesizergeluiden creëren die perfect en continu in de maat liepen volgens een rhytmtrack. Bovendien lieten Moroder en Bellotte bewust alle orkestrale instrumenten die tot dan voor de arrangementen van de meeste disconummers werden gebruikt zoals strijkers, percussie en blazers achterwege. Met een opzwepende, strak opgenomen beat van 125 bpm, dat lijkt op de snelle hartslag van 125 slagen per minuut, beoogden Moroder en Bellotte het publiek op de dansvloer in extase te brengen. Met uitzondering van deze bassdrum, gespeeld door sessiemuzikant Keith Forsey omdat de synthesizer dit geluid niet kon maken, en de stem van Summer zijn alle elementen in het nummer gespeeld door een elektronische machine.
Net als het aantal instrumenten werd ook de tekst van "I Feel Love", geschreven door Bellotte, bewust minimalistisch gehouden en is het een van de beknoptste in de geschiedenis van de popmuziek. Om de kracht van de tekst te versterken bestaat deze uit slechts zeven zinnen en 18 verschillende woorden. Doordat Donna Summer haar zanglijn (vocalen) opnam met een falsetto-stem, oppervlakkig en emotieloos, in één take, wekte het nummer een bedwelmende sfeer van trance op. In tegenstelling tot wat destijds gangbaar was bij het schrijven van een "klassiek" disconummer, schreef Moroder de achtergrondmuziek en de baslijn voordat hij de melodie schreef.
"I Feel Love" wordt gezien als een mijlpaal in de geschiedenis van de discomuziek en een van de meest invloedrijke nummers aller tijden en is door Moroder beschreven als "de start van electronic dance music". De albumversie van het nummer duurt bijna zes minuten, maar voor de 12"-single werd een remix van acht minuten gemaakt. Voor de 7"-single werd het nummer licht aangepast; de fade-in aan het begin bereikte sneller het maximum volume. Een andere versie, die 3:45 minuten duurt en een fade-out bevat voor het derde couplet en refrein, wordt veel gebruikt op compilatiealbums, waaronder Endless Summer: Greatest Hits uit 1994 en The Journey: The Very Best of Donna Summer uit 2003.

## Wereldhit
"I Feel Love" was oorspronkelijk de B-kant van de voorgaande single Can't We Just Sit Down (And Talk It Over), maar was geen succes bij het grote publiek. Maar omdat het nummer wel veel werd gedraaid in discotheken en nachtclubs, werden de nummers op de single omgedraaid en werd het plots wel populair. De single bereikte de eerste plaats in het Verenigd Koninkrijk, Nederland, Vlaanderen, Australië en Oostenrijk. In de Verenigde Staten kwam het slechts tot de zesde plaats in de hitlijsten. In 2004 zette het tijdschrift Rolling Stone het nummer op plaats 418 in hun lijst The 500 Greatest Songs of All Time. In 2011 werd het door de Library of Congress opgenomen in het National Recording Registry, aangezien het "culturele, historische of aesthetisch belangrijk" was.
In Nederland werd de plaat vooral populair doordat deze op donderdag 28 juli 1977 TROS Paradeplaat was op Hilversum 3 en werd een gigantische hit in de destijds twee landelijke hitlijsten op de nationale publieke popzender. De plaat bereikte de nummer 1-positie in zowel de Nederlandse Top 40 als de Nationale Hitparade. Ook in de op Hemelvaartsdag 27 mei 1976 gestarte Europese hitlijst op Hilversum 3, de TROS Europarade, werd de nummer 1-positie bereikt.
In België bereikte de plaat eveneens de nummer 1-positie in zowel de voorloper van de Vlaamse Ultratop 50 als de Vlaamse Radio 2 Top 30. In Wallonië werd de 2e positie behaald.

## Covers
In 1985 werd "I Feel Love" gecoverd door de groep Bronski Beat in samenwerking met Marc Almond. De volledige versie van het nummer was een medley, waarbij ook delen van Summers "Love to Love You Baby" en John Leytons "Johnny remember me" zijn ingevoegd. De single was een groot succes en bereikte de 3e positie in thuisland het Verenigd Koninkrijk (BBC Radio One UK Top 40).
In Nederland was deze versie op vrijdag 12 april 1985 Veronica Alarmschijf op Hilversum 3 en werd een bescheiden hit in de destijds drie landelijke hitlijsten op de nationale publieke popzender. De plaat bereikte de 17e positie in de Nederlandse Top 40, de 11e positie in de Nationale Hitparade en de 18e positie in de TROS Top 50.
In België bereikte de plaat de 9e positie in zowel de voorloper van de Vlaamse Ultratop 50 als de Vlaamse Radio 2 Top 30. In Wallonië werd géén notering behaald.
Tevens werd in augustus 1995 een remix van de originele opname van Summer uitgebracht door Masters at Work in samenwerking met Rollo Armstrong en Sister Bliss van Faithless, welke de 8e positie behaalde in het Verenigd Koninkrijk en in Nederland de 26e positie in de Nederlandse Top 40 en Dancesmash op Radio 538 en de 28e positie in de Mega Top 50 op Radio 3FM.

## Hitnoteringen

### Donna Summer

#### Nederlandse Top 40
| Hitnotering: 06-08-1977 t/m 15-10-1977 | Hitnotering: 06-08-1977 t/m 15-10-1977 | Hitnotering: 06-08-1977 t/m 15-10-1977 | Hitnotering: 06-08-1977 t/m 15-10-1977 | Hitnotering: 06-08-1977 t/m 15-10-1977 | Hitnotering: 06-08-1977 t/m 15-10-1977 | Hitnotering: 06-08-1977 t/m 15-10-1977 | Hitnotering: 06-08-1977 t/m 15-10-1977 | Hitnotering: 06-08-1977 t/m 15-10-1977 | Hitnotering: 06-08-1977 t/m 15-10-1977 | Hitnotering: 06-08-1977 t/m 15-10-1977 | Hitnotering: 06-08-1977 t/m 15-10-1977 | Hitnotering: 06-08-1977 t/m 15-10-1977 |
| Week                                   | 1                                      | 2                                      | 3                                      | 4                                      | 5                                      | 6                                      | 7                                      | 8                                      | 9                                      | 10                                     | 11                                     |                                        |
| -------------------------------------- | -------------------------------------- | -------------------------------------- | -------------------------------------- | -------------------------------------- | -------------------------------------- | -------------------------------------- | -------------------------------------- | -------------------------------------- | -------------------------------------- | -------------------------------------- | -------------------------------------- | -------------------------------------- |
| Positie                                | 18                                     | 11                                     | 3                                      | 2                                      | 2                                      | 1                                      | 3                                      | 8                                      | 23                                     | 35                                     | 40                                     | uit                                    |

#### Nationale Hitparade
| Hitnotering: 06-08-1977 t/m 08-10-1977 | Hitnotering: 06-08-1977 t/m 08-10-1977 | Hitnotering: 06-08-1977 t/m 08-10-1977 | Hitnotering: 06-08-1977 t/m 08-10-1977 | Hitnotering: 06-08-1977 t/m 08-10-1977 | Hitnotering: 06-08-1977 t/m 08-10-1977 | Hitnotering: 06-08-1977 t/m 08-10-1977 | Hitnotering: 06-08-1977 t/m 08-10-1977 | Hitnotering: 06-08-1977 t/m 08-10-1977 | Hitnotering: 06-08-1977 t/m 08-10-1977 | Hitnotering: 06-08-1977 t/m 08-10-1977 | Hitnotering: 06-08-1977 t/m 08-10-1977 |
| Week                                   | 1                                      | 2                                      | 3                                      | 4                                      | 5                                      | 6                                      | 7                                      | 8                                      | 9                                      | 10                                     |                                        |
| -------------------------------------- | -------------------------------------- | -------------------------------------- | -------------------------------------- | -------------------------------------- | -------------------------------------- | -------------------------------------- | -------------------------------------- | -------------------------------------- | -------------------------------------- | -------------------------------------- | -------------------------------------- |
| Positie                                | 25                                     | 11                                     | 2                                      | 2                                      | 1                                      | 1                                      | 3                                      | 6                                      | 15                                     | 29                                     | uit                                    |

#### NPO Radio 2 Top 2000
| Nummer met noteringen in de NPO Radio 2 Top 2000 | '99 | '00  | '01  | '02  | '03  | '04  | '05  | '06  | '07  | '08  | '09  | '10  | '11  | '12  | '13 | '14  | '15  | '16  | '17 | '18 | '19 | '20 | '21 | '22 | '23 | '24 |
| ------------------------------------------------ | --- | ---- | ---- | ---- | ---- | ---- | ---- | ---- | ---- | ---- | ---- | ---- | ---- | ---- | --- | ---- | ---- | ---- | --- | --- | --- | --- | --- | --- | --- | --- |
| I Feel Love                                      | 777 | 1032 | 1040 | 1175 | 1278 | 1197 | 1335 | 1562 | 1394 | 1353 | 1467 | 1633 | 1302 | 1092 | 856 | 1110 | 1120 | 1029 | 767 | 617 | 695 | 673 | 554 | 531 | 488 | 422 |

1. ↑  Een vetgedrukt getal geeft de hoogste notering aan.

### Bronski Beat & Marc Almond

#### Nederlandse Top 40
| Hitnotering: 20-04-1985 t/m 01-06-1985 | Hitnotering: 20-04-1985 t/m 01-06-1985 | Hitnotering: 20-04-1985 t/m 01-06-1985 | Hitnotering: 20-04-1985 t/m 01-06-1985 | Hitnotering: 20-04-1985 t/m 01-06-1985 | Hitnotering: 20-04-1985 t/m 01-06-1985 | Hitnotering: 20-04-1985 t/m 01-06-1985 | Hitnotering: 20-04-1985 t/m 01-06-1985 | Hitnotering: 20-04-1985 t/m 01-06-1985 |
| Week                                   | 1                                      | 2                                      | 3                                      | 4                                      | 5                                      | 6                                      | 7                                      |                                        |
| -------------------------------------- | -------------------------------------- | -------------------------------------- | -------------------------------------- | -------------------------------------- | -------------------------------------- | -------------------------------------- | -------------------------------------- | -------------------------------------- |
| Positie                                | 32                                     | 25                                     | 24                                     | 17                                     | 17                                     | 18                                     | 27                                     | uit                                    |

#### Nationale Hitparade
| Hitnotering: 27-04-1985 t/m 01-06-1985 | Hitnotering: 27-04-1985 t/m 01-06-1985 | Hitnotering: 27-04-1985 t/m 01-06-1985 | Hitnotering: 27-04-1985 t/m 01-06-1985 | Hitnotering: 27-04-1985 t/m 01-06-1985 | Hitnotering: 27-04-1985 t/m 01-06-1985 | Hitnotering: 27-04-1985 t/m 01-06-1985 | Hitnotering: 27-04-1985 t/m 01-06-1985 |
| Week                                   | 1                                      | 2                                      | 3                                      | 4                                      | 5                                      | 6                                      |                                        |
| -------------------------------------- | -------------------------------------- | -------------------------------------- | -------------------------------------- | -------------------------------------- | -------------------------------------- | -------------------------------------- | -------------------------------------- |
| Positie                                | 23                                     | 12                                     | 11                                     | 21                                     | 26                                     | 43                                     | uit                                    |

### Rollo & Sister Bliss Monster Mix

#### Nederlandse Top 40
| Hitnotering: 23-09-1995 t/m 14-10-1995 | Hitnotering: 23-09-1995 t/m 14-10-1995 | Hitnotering: 23-09-1995 t/m 14-10-1995 | Hitnotering: 23-09-1995 t/m 14-10-1995 | Hitnotering: 23-09-1995 t/m 14-10-1995 | Hitnotering: 23-09-1995 t/m 14-10-1995 |
| Week                                   | 1                                      | 2                                      | 3                                      | 4                                      |                                        |
| -------------------------------------- | -------------------------------------- | -------------------------------------- | -------------------------------------- | -------------------------------------- | -------------------------------------- |
| Positie                                | 32                                     | 29                                     | 26                                     | 29                                     | uit                                    |

#### Mega Top 50
| Hitnotering: 23-09-1995 t/m 21-10-1995 | Hitnotering: 23-09-1995 t/m 21-10-1995 | Hitnotering: 23-09-1995 t/m 21-10-1995 | Hitnotering: 23-09-1995 t/m 21-10-1995 | Hitnotering: 23-09-1995 t/m 21-10-1995 | Hitnotering: 23-09-1995 t/m 21-10-1995 | Hitnotering: 23-09-1995 t/m 21-10-1995 |
| Week                                   | 1                                      | 2                                      | 3                                      | 4                                      | 5                                      |                                        |
| -------------------------------------- | -------------------------------------- | -------------------------------------- | -------------------------------------- | -------------------------------------- | -------------------------------------- | -------------------------------------- |
| Positie                                | 39                                     | 30                                     | 28                                     | 29                                     | 45                                     | uit                                    |